# チームドラゴン
チームドラゴン（TEAM DRAGON）は、前田憲作が設立したキックボクシングのジム。「常勝軍団」と呼ばれる。

## 歴史
1999年、前田憲作、小比類巻貴之、シャーン（タイ人のコーチ）の3人で結成。
2002年10月12日、東京都町田市に「龍道場」（Dragon Dojo）を設立した。
2006年5月17日、J-NETWORK「GO! GO! J-NET '06 〜Invading the DRAGON〜」の全16試合にチームドラゴン所属選手が出場。J-NETWORK選手と対抗戦を行い、11勝2敗3分けと勝ち越した。
2007年6月3日、J-NETWORK「TEAM DRAGON QUEST 1」の全17試合中、16試合にチームドラゴン所属選手が出場し、11勝3敗2分けと勝ち越した。
2007年12月22日、新宿FACEで第1回主催興行「燃えろドラゴン! その壱」を開催。
2008年5月31日、全日本キックボクシング連盟「CUB☆KIX 〜全日本キックVSチームドラゴン・全面対抗戦〜」の全10試合にチームドラゴン所属選手が出場し、7勝3敗と勝ち越した。
2014年6月5日、前田憲作がK-1実行委員会のプロデューサーに就任したため、代表を辞任した。後任には元チームドラゴンの渡辺雅和が就いた。また、道場は「K-1 GYM DRAGON」として再始動することになった。選手の所属チーム名はチームドラゴンのままで、前田が指導を続ける。

## 指導方針
前田の指導方針は「教えすぎはよくない」というもので、選手と距離を置くスタンスを取っている。しかし、試合前には対戦相手を徹底的に研究して練習を行う。